# 현무-1
현무-1(玄武-1)은 대한민국이 개발한 단거리 지대지 미사일(SSM)로, 사정거리는 180km이다. 나이키 허큘리스 미사일과 외형이 같다. 다른 버전으로는 현무-2, 현무-3가 있다.

## 개발배경
1983년 10월 9일, 아웅 산 묘역 테러 사건에서 전두환 대통령은 간신히 살아났다. 이듬해 1984년, 전두환 대통령이 사거리 180km 백곰 개량형인 사거리 180 km 현무-1 미사일 개발을 지시했다. 국방과학연구소(ADD)의 미사일 개발팀을 설치하여 국산 지대지 미사일 개발을 시작했다. 개발 비용은 3백 46억원(현무-1)으로서, 1985년 9월에 개발, 성공하였다.
NHK-2 현무 미사일은 NHK-1 백곰 미사일을 개량한 것이다. 나이키 허큘리스는 2단계 로켓으로 목표에 도달하는 데 1단계 로켓엔 더블베이스(double base)형을, 2단계 로켓엔 콤포짓(composite)형 추진제를 썼다. 반면 백곰은 1・2단계 로켓 모두 콤포짓형을 사용했다. 더블 베이스형은 출력은 낮지만 연기가 덜 나며 콤포짓형은 출력은 높지만 연기가 많이 나는 장단점이 있다. 백곰은 1・2단계 로켓 모두 콤포짓을 씀에 따라 출력이 나이키 허큘리스보다 훨씬 커졌고 미사일 기체가 이에 견디도록 더 강하게 만들 필요가 생겼다. 이 때문에 기체를 완전히 재설계하게 됐다.
나이키 허큘리스의 외형을 갖게 된 데는 정치적인 이유가 크다. 바로 미국의 눈치를 살펴야 했기 때문이다. 한 관계자는 지대지 미사일 개발 사업을 구형 지대공 미사일인 나이키를 수선하기 위한 것이라고 미국에 둘러대기 위해서였다고 전했다.
미사일 개발팀은 우선 나이키 허큘리스를 완전히 분해하는 작업을 벌였다. 이 결과를 토대로 나이키와 「같은」형의 「새로운」틀에 「새로운」 내용물을 넣는 노력을 기울였다.
- 미사일의 목표
  - 목표 1 : 중요시설
  - 목표 2 : 공군기지

1987년 10월 1일 국군의 날 행사때 첫 공개했다. 1987년말에 양산하기 시작해서 유사시 북한의 주요 거점과 비행장에 대한 공격용으로 사용하며 운용부대는 최대한 평양 근처까지 날아가도록 전방 근방에서 편성 및 배치했다. 지금은 전량 퇴역했다.
현무는 개념 연구 단계부터 미국의 심한 견제를 받으며 개발된 것으로 외형은 나이키 허큘리스와 동일한 형태를 취하고 있다. 지대지 미사일 구성체 중에서 중요한 부분인 로켓 연료는 미국의 록히드 마틴 사에서 공급했으며, 유도장치는 영국의 GEC사에서 개발한 INS이다.

## 참여업체
현무 개발에는 여러 방위 산업체들이 참여했다. 크게 유도탄과 발사통제장치 부문으로 나뉘었다.
- 유도탄 부문
  - 대우중공업・금성정밀: 유도탄의 기체 제작
  - 한화・S금속: 탄두
  - 삼성항공・S특수강: 추진기관
  - H사・대우중공업: 발사대
- 발사통제장치 부문
  - 대우전자・금성정밀・H사: 추적・탐지장치 제조

## 제원
| 이름            | 현무-1(NHK-2) 미사일                                                           |
| 제조국/제조업체 | 대한민국/LG정밀                                                                |
| 길이            | 12.53 m overall 8.18 m second stage                                            |
| 직경            | 0.80 m booster 0.53 m second stage                                             |
| 수직안정판 길이 | 3.50 m booster 2단계 1.88 m                                                    |
| 사거리          | 180 km                                                                         |
| 재래식 탄두     | 450∼600kg의 고폭탄                                                             |
| 기당 가격       | 약 10억 원                                                                     |
| CEP             | 100 m 이내                                                                     |
| 최대 상승 고도* | 45,700 m                                                                       |
| 무게*           | 발사시 (1단계) 4850kg, 2단계 2505kg                                            |
| 최고 속도*      | 마하 3.65 (ca. 4 470 km/h)                                                     |
| 1단계*          | Hercules M42 고체 연료 로켓 (4x M5E1 Nike boosters) 978 kN (220,000 lbf) total |
| 2단계*          | Thiokol M30 고체 연료 로켓 44.4 kN (10,000 lbf)                                |
| 핵탄두*         | W-31 nuclear 2 kt (M-97) 20 kt (M-22) 40 kt (M-23)                             |

(*표시는 나이키 허큘리스 미사일 제원 (참고용))

## 대한민국 탄도 미사일 개발
1979년 대한민국 국군은 미국으로부터 아틀라스 센타우르 IRBM의 부품과 기술을 획득하려고 시도했다. Peter Hayes는 한국이 미국으로부터 아틀라스 센타우르 IRBM의 nose cone materials, alloys, guidance systems, assembly equipment, engineering drawings를 구입했다고 결론내렸다. 이 미사일은 W-38 핵탄두를 탑재한 사정거리 7,000 km의 탄도 미사일이다.
대한민국은 1단 고체연료 로켓인 과학로켓 1호(KSR-1)를 1993년에 개발, 발사했다. 이것이 탄도 미사일로 사용되면 200 kg의 탄두에 사거리 150 km 정도가 될 것으로 판단된다.
과학로켓 2호(KSR-2)가 1997년에 발사되었다. Jane's Strategic Weapons Systems는 "미확인 보고서는 KSR-2가 사거리 100km에서 900 km 정도의 탄도 미사일로 전용될 수 있을 것으로 추측한다"고 보도했다. 원래 1974년 박정희 대통령재가로 시작된 항공공업계획서상에는 78년까지 퍼싱-1급 미사일을 개발하라는 것이었다. 당연히 그 당시 한국 현실하고는 안 맞아서 국방과학연구소가 현실적인 개발계획(3단계)을 세웠는데 백곰은 그중 1단계였다. 2단계가 현무-1, 3단계 퍼싱-1급이었다. 즉,미사일 개발도중에 박정희 대통령 사망과 전두환을 비롯한 신군부등장으로 개발이 공중분해된 것이다. 당시 보안사령관이었던 전두환은 탄도 미사일 개발에 대해 잘알고 있던 사람이었다. 현무-1의 관성항법장치는 미국의 제한을 피해 영국제를 비밀리에 도입한 것이다.

## 같이 보기
- 나이키 허큘리스 미사일 미국의 원 모델. 퇴역했다.
- 나이키 J 미사일 일본이 라이센스 생산하였다.
- ATACMS 신형 에이태킴스 미사일은 현무-2와 사거리가 같은 300km이다.
- LORA 이스라엘판 에이태킴스 미사일이다.
- 노동 1호
- 노동 2호
- 대포동 1호
- 대포동 2호 현재 북한의 최대 사거리 탄도 미사일. 사거리가 10000킬로미터이다.